# 1,2,3-trichlorpropan
1,2,3-trichlorpropan je chlorovaný uhlovodík s krátkým řetězcem a vzorcem CH2Cl-CHCl-CH2Cl. Výzkumy vlády USA a REACH prokázaly, že jde o nebezpečnou látku pro člověka, v Evropské unii je tedy mezi látkami vzbuzujících mimořádné obavy. Je vyhodnocován jako kontaminant, jed a karcinogen.

## Výroba
1,2,3-trichlorpropan je možno vyrobit chlorací propanu. Laboratorně je to velice nevýhodné, jelikož nevzniká jen 1,2,3-trichlorpropan, ale i další chlorderiváty propanu. Ty se však dají oddělit destilací, jelikož mají různé teploty tání a varu.
Tato látka může být také vyrobena reakcí glycerinu s kyselinou chlorovodíkovou za vzniku vody jako vedlejšího produktu:

CH2OH-CHOH-CH2OH + 3 HCl → CH2Cl-CHCl-CH2Cl + 3 H2O
Při této výrobě nevznikají téměř žádné vedlejší produkty, je-li použito dostatečné množství kyseliny chlorovodíkové. Dalším krokem je oddestilovat vodu a nezreagovanou kyselinu chlorovodíkovou, dále se oddělí 1,2,3-trichlorpropan od nezreagovaného glycerinu.

## Využití
Kdysi se 1,2,3-trichlorpropan používal jako odlakovač barev, rozpouštědlo a jako odmašťovač. Nyní se používá jako meziprodukt pro výrobu pesticidů, chlorovaných rozpouštědel, různých druhů plastů a látek jako například hexafluoropropylen.

## Vliv
Při pokusech na laboratorních zvířatech se odhalila karcinogenita této látky. Je klasifikován jako látka toxická pro reprodukci  a Mezinárodní agenturou pro výzkum rakoviny (IARC) ve skupině 2A jako látka pravděpodobně rakovinotvorná pro člověka.
Lidé mohou být ohroženi touto látkou při dýchání výparů, požití nebo při styku s kůží. Při krátkodobém styku jsou příznaky zejména dráždění očí a krku, může mít vliv na svaly. Chronická otrava se projevuje poškozením ledvin, jater a pocitem slabosti.
Při kontaminaci spodních vod mohou mohou být ohroženi lidé, avšak vyčištění je velice obtížné, jelikož hustota 1,2,3-trichlorpropanu je vyšší než hustota vody. Při dekontaminaci se v současnosti používají granulky aktivního uhlí.